# Coll de les Bassetes
El Coll de les Bassetes és una collada situada al municipi de el Lloar a la comarca del Priorat.